# كارلوس نونيز كورتيس
كارلوس نونيز كورتيس (بالإسبانية: Carlos Núñez Cortés)‏ هو ملحن وعازف بيانو وكيميائي أرجنتيني، ولد في 15 أكتوبر 1942.

## وصلات خارجية
- كارلوس نونيز كورتيس على موقع IMDb (الإنجليزية)
- كارلوس نونيز كورتيس على موقع ميوزك برينز (الإنجليزية)
- كارلوس نونيز كورتيس على موقع أول ميوزيك (الإنجليزية)
- كارلوس نونيز كورتيس على موقع ديسكوغز (الإنجليزية)
- كارلوس نونيز كورتيس على موقع قاعدة بيانات الفيلم (الإنجليزية)